# هاريس ميدونيانين
هاريس ميدونيانين (بالبوسنوية: Haris Medunjanin)‏ (مواليد 8 مارس 1985 في ساراييفو - يوغوسلافيا) لاعب كرة قدم بوسني يلعب حاليا لصالح نادي الدرجة الأولى ديبورتيفو لا كورونيا الإسباني منذ 2014 في مركز الوسط المهاجم .

## روابط خارجية
- هاريس ميدونيانين على موقع الاتحاد الدولي (مؤرشف)  (الإنجليزية)
- هاريس ميدونيانين على موقع الاتحاد الأوربي (الإنجليزية)
- هاريس ميدونيانين على موقع اتحاد تركيا (لاعب) (الإنجليزية)
- هاريس ميدونيانين على موقع الدوري الأمريكي (الإنجليزية)
- هاريس ميدونيانين على موقع قاعدة بيانات كرة القدم.إي يو (الإنجليزية)
- هاريس ميدونيانين على موقع ناشيونال فوتبول تيمز (الإنجليزية)
- هاريس ميدونيانين على موقع Soccerbase.com (لاعب) (الإنجليزية)
- هاريس ميدونيانين على موقع Soccerway.com (الإنجليزية)
- هاريس ميدونيانين على موقع عالم كرة القدم.نت (الإنجليزية)
- هاريس ميدونيانين على موقع كووورة